# 5577 Priestley
5577 Priestley este o planetă minoră (asteroid), cu un diametru de 3,993 km, din centura de asteroizi. A fost descoperită pe 21 noiembrie 1986 la Observatorul Siding Spring de Duncan Waldron⁠(d) și a fost numită după Joseph Priestley. 
Obiectul prezintă o orbită caracterizată de o semiaxă mare de 1,8443194 UAi, o excentricitate de 0,04427, o înclinație de 22,27485 ° în raport cu ecliptica.